# Dacryodes elmeri
Dacryodes elmeri là một loài thực vật có hoa trong họ Burseraceae. Loài này được H.J.Lam mô tả khoa học đầu tiên năm 1932.